# Pico Deodato Cavalieri
Deodato Pacifico Leonello Giulio detto Pico Cavalieri (Ferrara, 19 novembre 1873 – Arona, 4 gennaio 1917) è stato un militare e aviatore italiano, insignito di due Medaglie d'argento al valor militare nel corso della prima guerra mondiale.

## Biografia

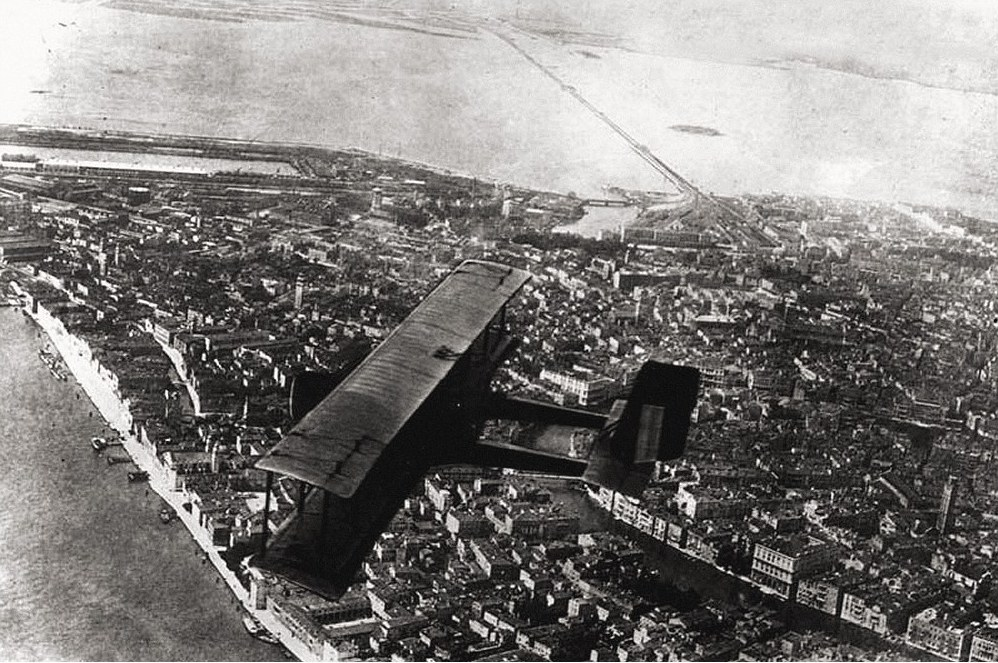
Un bombardiere Caproni Ca.3 in volo su Venezia nel 1916

Nacque a Ferrara nel 1873, da Giuseppe Cavalieri e Clara Archivolti, sposata in seconde nozze, i quali ebbero anche Anita Raffaella, scultrice e poetessa. Si appassionò in giovane età alla vita militare distinguendosi negli sport equestri, nella scherma e nella ginnastica, fondando a Ferrara la locale associazione dei Boys Scout. Frequentò il Convitto Nazionale “Francesco Cicognini” di Prato, e poi il Collegio Militare Longone di Milano, al cui termine si trasferì in Svizzera per studiare chimica pura. Rientrato a Ferrara, creò nella sua abitazione un avanzato laboratorio di chimica, una biblioteca scientifica e un laboratorio di polizia scientifica.
In forza al Regio Esercito, assegnato all'arma di cavalleria, prese parte alle grandi manovre del 1903 come ufficiale al Reggimento "Cavalleggeri di Vicenza" (24º), e alle successive del 1906, 1909, e 1910, come ufficiale di ordinanza del generale Galeazzo Sartirana.
Fu tra i fondatori del gruppo nazionalista di Ferrara; nell'ottobre 1911 partì volontario per la Libia per combattere nella guerra italo-turca come ufficiale di ordinanza del generale Luigi Capello, venendo decorato con la Medaglia d'argento al valor militare per il coraggio dimostrato.
Ripresa la vita civile, ritornò agli studi di polizia scientifica e, alla vigilia dello scoppio della grande guerra si occupò di protezione civile, organizzando il Corpo Volontari Ciclisti e venendo decorato di una Medaglia d'argento di benemerenza civile, organizzando e divenendone il principale animatore, dei servizi pubblici in caso di mobilitazione generale.
Il 26 giugno 1913 venne promosso capitano della milizia territoriale, in forza all'arma di cavalleria. Interventista, con l'entrata in guerra del Regno d'Italia, avvenuta il 24 maggio 1915, si arruolò volontario venendo assegnato al Reggimento "Lancieri di Aosta" (6º).
Rinunciò ad un posto di capitano automobilista nelle retrovie, ed entrò subito in azione distinguendosi per alcune ardite operazioni, in particolare quella in cui al comando di un plotone del Battaglione Squadriglia Aviatori, sotto il fuoco nemico, penetrò nei cantieri navali di Monfalcone per recuperare del prezioso materiale tecnico destinato ai campi di aviazione di Aviano e della Comina.
Appassionatosi all'aviazione come molti altri ufficiali di cavalleria, decise di entrare nel Corpo Aeronautico, operando dapprima come osservatore e mitragliere nella 1ª Squadriglia, 2ª Squadriglia e nella 3ª Squadriglia equipaggiate con i bombardieri Caproni Ca.32 e Caproni Ca.3, e poi come pilota.  Dall’agosto all'ottobre 1915 ricoprì l'incarico di comandante del campo dell’Aeroporto di Aviano e poi svolse altri incarichi di comando presso il campo di aviazione della Comina (Friuli-Venezia Giulia).
Nel 1916 conseguì il brevetto di pilota (10 ottobre) e poi quello di pilota militare (24 novembre) su velivoli Farman e Caproni, prendendo parte successivamente a 63 missioni di combattimento, abbattendo un velivolo austriaco e partecipando alle principali azioni di bombardamento in territorio nemico. Si distinse particolarmente nell’azione contro il silurificio e la fabbrica di torpedini e sommergibili Whitehead di Fiume il 21 agosto dello stesso anno. Decorato con una seconda Medaglia d'argento al valor militare, perse la vita nel pomeriggio di venerdì 4 gennaio 1917. Quel giorno decollò dal campo di volo di Sesto Calende a bordo di un idrovolante, avendo come secondo pilota l'amico Mario Reynold. A causa di un guasto meccanico il velivolo precipitò nei pressi di Arona sul Lago Maggiore. Sopravvissuto all'impatto si spense poche ore dopo a causa delle ferite riportate nell'impatto sulla superficie del lago.
Gli furono tributati solenni funerali e il suo corpo fu tumulato nel cimitero ebraico di Ferrara., in un monumento eseguito dalla sorella Anita e da Arrigo Minerbi. Al comune della sua città natale, in onore di Pico, la famiglia donò il palazzo di Corso della Giovecca n. 165, affinché diventasse il Museo del Risorgimento; in seguito venne adibito a sede delle associazioni combattentistiche col nome di "Casa della Patria – Pico Cavalieri".

### Annotazioni
1. ↑  Suo zio Enea si arruolò all'età di 18 anni nelle file dei garibaldini, combattendo durante la terza guerra d'indipendenza nella battaglia della Bezzecca, dove rimase ferito e venne decorato al valor militare.
2. ↑  Dopo la sua morte, per lascito testamentario, la biblioteca e il laboratorio furono donati all'università di Ferrara.
3. ↑  Per questa materia manifestò un grande interesse, tanto da diventarne un apprezzato studioso, ed autore di importanti testi.
4. ↑  Per questa fatto, il 18 settembre 1915, ricevette un Encomio solenne con la seguente motivazione: …in una delle località maggiormente battute dal fuoco nemico, I militari del battaglione squadriglia aviatori condotti dal capitano Cavalieri Deodato Pico nonostante l’intenso fuoco d’artiglieria avversario, riuscivano a penetrare in un magazzino ed a mettere in salvo grandi quantità di importanti materiali. Questo comando nel tributare caloroso encomio a detti militari segnala il loro nome a tutti i dipendenti reparti e perché l’opera loro sia sempre d’esempio a tutti e sprone a compiere con crescente fede ed ardire il proprio dovere col luminoso miraggio della gloria e della grandezza del Re e della Patria.